# بوريس إيفانوف
بوريس إيفانوف (مواليد 29 سبتمبر 1947) (بالروسية: Иванов, Борис Петрович) هو رياضي سوفياتي، تنافس في العشاري للرجال في دورة الألعاب الأولمبية الصيفية 1972.

## روابط خارجية
- بوريس إيفانوف على موقع أوليمبيديا (الإنجليزية)